# Sabrina-Küste
Koordinaten: 67° 20′ S, 119° 0′ O
Die Sabrina-Küste (englisch Sabrina Coast) ist derjenige Teil der Küste von Wilkesland in der Antarktis, der zwischen Kap Waldron bei 115° 33' E und Kap Southard bei 122° 05' E liegt.

## Entdeckungsgeschichte
John Balleny wurde lange angerechnet, dort im März 1839 bei etwa 117° E Land gesehen zu haben. Die United States Exploring Expedition unter Leutnant Charles Wilkes näherte sich der Küste im Februar 1840 und zeichnete die grobe Lage mit dem Namen „Totten High Land“ in Wilkes’ Karte von 1840 ein. 1931 sichtete die British Australian and New Zealand Antarctic Research Expedition unter Douglas Mawson auf dieser Länge etwas, das Land zu sein schien; es lag aber einige Grad weiter südlich als die berichteten Sichtungen von Balleny und Wilkes. In Anerkennung von Ballenys Errungenschaften gab Mawson dem Landstück den Namen der Sabrina, eines von Ballenys Schiffen, das Ende März 1839 bei 95° E in einem Sturm verloren ging.